# 2nd British Tour 1965 (The Rolling Stones)
2nd British Tour 1965 bylo koncertní turné britské rockové skupiny The Rolling Stones, které sloužilo jako propagace studiového alba Out of Our Heads. Turné bylo zahájeno a zakončeno dvěma koncerty v Londýně.

## Setlist
1. She Said Yeah
2. Mercy, Mercy
3. Hitch Hike
4. Cry To Me
5. The Last Time
6. That's How Strong My Love Is
7. I'm Moving On
8. Talkin' 'Bout You
9. Oh Baby
10. (I Can't Get No) Satisfaction

## Sestava
The Rolling Stones
- Mick Jagger – (zpěv, harmonika, perkuse)
- Keith Richards – (kytara, doprovodný zpěv)
- Brian Jones – (kytara, harmonika, doprovodný zpěv)
- Bill Wyman – (baskytara, doprovodný zpěv)
- Charlie Watts – (bicí)

## Turné v datech
| Datum                       | Město            | Stát    | Místo            |
| --------------------------- | ---------------- | ------- | ---------------- |
| 24. září 1965 (2 koncerty)  | Londýn           | Anglie  | Astoria Theatre  |
| 25. září 1965 (2 koncerty)  | Southampton      | Anglie  | Gaumont Theatre  |
| 26. září 1965 (2 koncerty)  | Bristol          | Anglie  | Colston Hall     |
| 27. září 1965 (2 koncerty)  | Cheltenham       | Anglie  | Odeon Theatre    |
| 28. září 1965 (2 koncerty)  | Cardiff          | Wales   | Capitol Theatre  |
| 29. září 1965 (2 koncerty)  | Shrewsbury       | Anglie  | Granada Theatre  |
| 30. září 1965 (2 koncerty)  | Hanley           | Anglie  | Gaumont Theatre  |
| 1. října 1965 (2 koncerty)  | Chester          | Anglie  | ABC Theatre      |
| 2. října 1965 (2 koncerty)  | Wigan            | Anglie  | ABC Theatre      |
| 3. října 1965 (2 koncerty)  | Manchester       | Anglie  | Odeon Theatre    |
| 4. října 1965 (2 koncerty)  | Bradford         | Anglie  | Gaumont Theatre  |
| 5. října 1965 (2 koncerty)  | Carlisle         | Anglie  | ABC Theatre      |
| 6. října 1965 (2 koncerty)  | Glasgow          | Skotsko | Odeon Theatre    |
| 7. října 1965 (2 koncerty)  | Newcastle        | Anglie  | City Hall        |
| 8. října 1965 (2 koncerty)  | Stockton-on-Tees | Anglie  | ABC Theatre      |
| 9. října 1965 (2 koncerty)  | Leeds            | Anglie  | Odeon Theatre    |
| 10. října 1965 (2 koncerty) | Liverpool        | Anglie  | Empire Theatre   |
| 11. října 1965 (2 koncerty) | Sheffield        | Anglie  | Gaumont Theatre  |
| 12. října 1965 (2 koncerty) | Doncaster        | Anglie  | Gaumont Theatre  |
| 13. října 1965 (2 koncerty) | Leicester        | Anglie  | De Montfort Hall |
| 14. října 1965 (2 koncerty) | Birmingham       | Anglie  | Odeon Theatre    |
| 15. října 1965 (2 koncerty) | Cambridge        | Anglie  | Regal Theatre    |
| 16. října 1965 (2 koncerty) | Northampton      | Anglie  | ABC Theatre      |
| 17. října 1965 (2 koncerty) | Londýn           | Anglie  | Granada Theatre  |